# Thomasomys igor
Thomasomys igor — вид ссавців родини хом'якових (Cricetidae). Ареал: Еквадор.
T. igor відомий лише з одного місця, поблизу Крус-де-Лізо, провінція Болівар, на перехрестях Bosque Protector Cashca Totoras, на висоті 2875–3000 метрів. Новий вид географічно обмежений басейнами річок Ангамарка (на півночі), Чанчан (на півдні), на сході — міжандською долиною, а на заході — вологими тропічними лісами.
Хвіст довгий (близько 130% від довжини голови й тулуба). Кінчик хвоста зазвичай не білий. Спина коричнева, темніша по середній лінії.